# Philippe Beaussant
Philippe Beaussant (Caudéran, 6 maggio 1930 – Le Coudray, 8 maggio 2016) è stato un musicologo e scrittore francese, membro dell'Académie française dal 2007 al 2016.
Esperto di musica barocca francese, sulla quale ha scritto numerose opere, è il fondatore del Centre de Musique Baroque di Versailles, del quale è stato direttore artistico dal 1987 al 1996. Ha anche prodotto programmi musicali per Radio France a partire dal 1974. Dalla sua biografia di Jean-Baptiste Lully, Lully ou le musicien du soleil (Éditions Gallimard, 1992), è stato ricavato il film Le Roi Danse (2000).
Nel 1993 Beaussant ha vinto il Grand Prix du roman de l'Académie française per il suo romanzo Héloïse.
Muore l'8 maggio 2016 all'età di 86 anni.